# Zakład Karny w Tarnowie
Zakład Karny w Tarnowie – zakład karny typu zamkniętego, przeznaczony dla mężczyzn, odbywających karę po raz pierwszy, z oddziałami typu: zamkniętego dla skazanych młodocianych, zamkniętego dla recydywistów penitencjarnych, półotwartego dla skazanych młodocianych, półotwartego dla odbywających karę po raz pierwszy, otwartego dla odbywających karę po raz pierwszy oraz z oddziału dla tymczasowo aresztowanych. Pojemność jednostki wynosi 1057 miejsc. W jednostce mogą przebywać osadzeni stwarzający poważne zagrożenie społeczne albo stwarzający poważne zagrożenie dla bezpieczeństwa zakładu, dla których wydzielono odrębny oddział zapewniający ich wzmożoną ochronę. Jednostka przystosowana jest do pobytu w niej chorych na cukrzycę insulinozależną. W jednostce celem realizacji zadań ustawowych powołano trzy Oddziały Penitencjarne, przy czym w Oddziale Penitencjarnym I i II przebywają osadzeni zakwalifikowani do zakładu karnego zamkniętego oraz tymczasowo aresztowani. III Oddział Penitencjarny realizuje zadania wyłącznie wobec skazanych skierowanych do oddziału półotwartego i otwartego.

## Lokalizacja
Zakład Karny w Tarnowie mieści się przy ul. Konarskiego 2. Wejście do Oddziału Penitencjarnego nr III (zakład karny typu półotwartego i otwartego) znajduje się przy ul. Wspólnej 15.

## Historia
Budowę tarnowskiego zakładu karnego rozpoczęto jesienią 1913 roku. Wybuch I wojny światowej w 1914 r. przerwał prace budowlane, które wznowiono po zakończeniu działań wojennych. Ostatecznie w dniu 29 listopada 1926 r. oddano do użytku więzienie, które wówczas było najnowocześniejszym tego rodzaju obiektem w Europie. W okresie II wojny światowej obiekt był wykorzystywany jako przejściowy obóz dla jeńców polskich, a następnie jako więzienie gestapo, stanowiąc punkt zbiorczy więźniów przewożonych tutaj z różnych zakątków kraju. W dniu 14 czerwca 1940 r. Deutsche Strafanstalt Tarnów opuścił pierwszy transport 728 więźniów do KL Auschwitz. Wydarzenie to upamiętnia tablica wmurowana przy wejściu do budynku administracji jednostki.
Po zakończeniu II wojny światowej w Zakładzie Karnym w Tarnowie przebywali także więźniowie polityczni, a do 1970 r. również kobiety. Zakład Karny w Tarnowie jest drugą pod względem pojemności jednostką okręgu krakowskiego.
1 grudnia 2021 roku w miejsce Zakładu Karnego w Tarnowie-Mościach utworzony został Oddział Zewnętrzny w Tarnowie Mościcach podległy dyrektorowi Zakładu Karnego w Tarnowie. 